# USS Plainview (AGEH-1)
USS Plainview (AGEH-1) byl ve své době největší křídlový člun. Zároveň byl prvním křídlovým člunem námořnictva Spojených států a sloužil k výzkumu chování lodí stejné konstrukce v 70. letech 20. století.

## Vývoj
V prosinci 1960 námořnictvo Spojených států amerických zadalo požadavek na experimentální plavidlo pro testování vlastností křídlových lodí v protiponorkovém boji a jiných námořních operacích. Z nabídek byla 9. července 1963 vybrána jako nejlevnější loď od Puget Sound Bridge and Drydock Co. v Seattle, Washington (později Lockheed Shipbuilding and Construction Co.). Původní fixní cena 12 miliónů dolarů však byla nakonec překročena a loď po všech úpravách vyšla na 21 miliónů dolarů.

## Konstrukce
Trup lodi byl štíhlý se dvěma velkými nosnými křídly po stranách a jedním menším křídlem na zádi. Všechna křídla byla sklopná. Pohon s vyloženými nosnými křídly obstarávaly superkavitační lodní šrouby poháněné dvěma plynovými turbínami General Electric LM-1500. V nižších rychlostech s vytaženými křídly plula loď na dieselové motory Packard.
Loď byla označena AGEH-1 z anglického A (Auxiliary – pomocný), G (General – všeobecný), E (Experimental – experimentální), H (Hydrofoil – křídlový člun). V praxi se však písmeno A na trupu pomocných lodí nepoužívá.

## Operační historie
Od 1. března 1969 zařadilo námořnictvo USS Plainview do jednotky HYSTU (Navy Hydrofoil Special Trials Unit, námořní speciální testovací jednotka křídlových člunů) v Bremertonu, Washington. Loď byla dodána se zpožděním téměř 3,5 roku oproti původnímu plánu a byla velmi vzdálena bezproblémovému provozu. Námořnictvo proto spustilo vlastní opravný program po jehož dokončení byla loď 2. března 1970 prijata do služby. Následovala léta testování možností křídlových člunů – vypouštění torpéd, raket, starty a přistání dálkově ovládaných letounů (RPV), předávání zásob a osob za plavby. Loď také prováděla společné plavby s ostatními křídlovými čluny USS High Point (PCH-1), USS Pegasus (PHM-1) a Boeing 929 Jetfoil.
Loď se však stala obětí rozpočtových škrtů a proto byla 22. září 1978 vyřazena, cenné vybavení námořnictvo uskladnilo pro případné budoucí využití a loď byla v roce 1979 prodána do soukromých rukou na jiné využití nebo do šrotu. K tomu ale nedošlo a loď chátrala blízko Astorie v Oregonu. Sešrotována byla až v roce 2004.